# Geraldton
Geraldton là một thành phố trong bang Tây Úc, cách thủ phủ Perth 424 km. Thành phố có dân số 37.648 người (năm 2018).

## Khí hậu
Geraldton có khí hậu Địa Trung Hải (Csa) với ảnh hưởng bán khô hạn (Bsk). Thành phố có 164 ngày trời quang đãng/năm. Mùa hè kéo dài và rất nóng, trong khi mùa đông ngắn nhưng ôn hòa và ẩm ướt.
| Dữ liệu khí hậu của Geraldton                        | Dữ liệu khí hậu của Geraldton | Dữ liệu khí hậu của Geraldton | Dữ liệu khí hậu của Geraldton | Dữ liệu khí hậu của Geraldton | Dữ liệu khí hậu của Geraldton | Dữ liệu khí hậu của Geraldton | Dữ liệu khí hậu của Geraldton | Dữ liệu khí hậu của Geraldton | Dữ liệu khí hậu của Geraldton | Dữ liệu khí hậu của Geraldton | Dữ liệu khí hậu của Geraldton | Dữ liệu khí hậu của Geraldton | Dữ liệu khí hậu của Geraldton |
| Tháng                                                | 1                             | 2                             | 3                             | 4                             | 5                             | 6                             | 7                             | 8                             | 9                             | 10                            | 11                            | 12                            | Năm                           |
| ---------------------------------------------------- | ----------------------------- | ----------------------------- | ----------------------------- | ----------------------------- | ----------------------------- | ----------------------------- | ----------------------------- | ----------------------------- | ----------------------------- | ----------------------------- | ----------------------------- | ----------------------------- | ----------------------------- |
| Cao kỉ lục °C (°F)                                   | 47.7 (117.9)                  | 47.3 (117.1)                  | 45.2 (113.4)                  | 39.7 (103.5)                  | 36.6 (97.9)                   | 29.5 (85.1)                   | 29.0 (84.2)                   | 31.6 (88.9)                   | 36.1 (97.0)                   | 40.7 (105.3)                  | 43.8 (110.8)                  | 46.8 (116.2)                  | 47.7 (117.9)                  |
| Trung bình ngày tối đa °C (°F)                       | 31.6 (88.9)                   | 32.8 (91.0)                   | 31.2 (88.2)                   | 28.2 (82.8)                   | 24.5 (76.1)                   | 21.2 (70.2)                   | 19.6 (67.3)                   | 20.0 (68.0)                   | 22.1 (71.8)                   | 24.8 (76.6)                   | 27.6 (81.7)                   | 29.5 (85.1)                   | 26.1 (79.0)                   |
| Tối thiểu trung bình ngày °C (°F)                    | 18.0 (64.4)                   | 19.1 (66.4)                   | 18.0 (64.4)                   | 15.6 (60.1)                   | 13.3 (55.9)                   | 11.1 (52.0)                   | 9.5 (49.1)                    | 9.1 (48.4)                    | 9.4 (48.9)                    | 11.0 (51.8)                   | 14.0 (57.2)                   | 16.3 (61.3)                   | 13.7 (56.7)                   |
| Thấp kỉ lục °C (°F)                                  | 9.4 (48.9)                    | 10.0 (50.0)                   | 8.8 (47.8)                    | 6.1 (43.0)                    | 2.1 (35.8)                    | 0.5 (32.9)                    | −0.4 (31.3)                   | 1.2 (34.2)                    | 1.2 (34.2)                    | 2.4 (36.3)                    | 3.8 (38.8)                    | 7.7 (45.9)                    | −0.4 (31.3)                   |
| Lượng Giáng thủy trung bình mm (inches)              | 5.0 (0.20)                    | 10.7 (0.42)                   | 18.9 (0.74)                   | 19.5 (0.77)                   | 65.2 (2.57)                   | 82.5 (3.25)                   | 87.5 (3.44)                   | 63.5 (2.50)                   | 34.4 (1.35)                   | 15.9 (0.63)                   | 10.4 (0.41)                   | 5.5 (0.22)                    | 416.3 (16.39)                 |
| Số ngày giáng thủy trung bình (≥ 1 mm)               | 0.6                           | 0.9                           | 1.5                           | 3.1                           | 7.0                           | 9.4                           | 10.9                          | 9.0                           | 6.7                           | 3.4                           | 2.3                           | 1.3                           | 56.1                          |
| Độ ẩm tương đối trung bình buổi chiều (%) (at 15:00) | 44                            | 42                            | 42                            | 44                            | 47                            | 51                            | 56                            | 57                            | 53                            | 48                            | 45                            | 46                            | 48                            |
| Điểm sương trung bình °C (°F)                        | 16 (61)                       | 16 (61)                       | 13 (55)                       | 12 (54)                       | 9 (48)                        | 8 (46)                        | 8 (46)                        | 9 (48)                        | 9 (48)                        | 10 (50)                       | 12 (54)                       | 13 (55)                       | 11 (52)                       |
| Số giờ nắng trung bình ngày                          | 11.8                          | 10.5                          | 9.4                           | 8.3                           | 6.9                           | 6.6                           | 6.5                           | 7.4                           | 9.2                           | 11.1                          | 11.5                          | 11.6                          | 9.2                           |
| Nguồn 1: Cục Khí tượng Úc                            |                               |                               |                               |                               |                               |                               |                               |                               |                               |                               |                               |                               |                               |
| Nguồn 2: Time and Date Weather Atlas                 |                               |                               |                               |                               |                               |                               |                               |                               |                               |                               |                               |                               |                               |